# Onkocytoma nerki
Onkocytoma nerki (gruczolak kwasochłonny nerki, łac. oncocytoma renis) – nowotwór łagodny kory nerki pochodzenia nabłonkowego.

## Patomorfologia

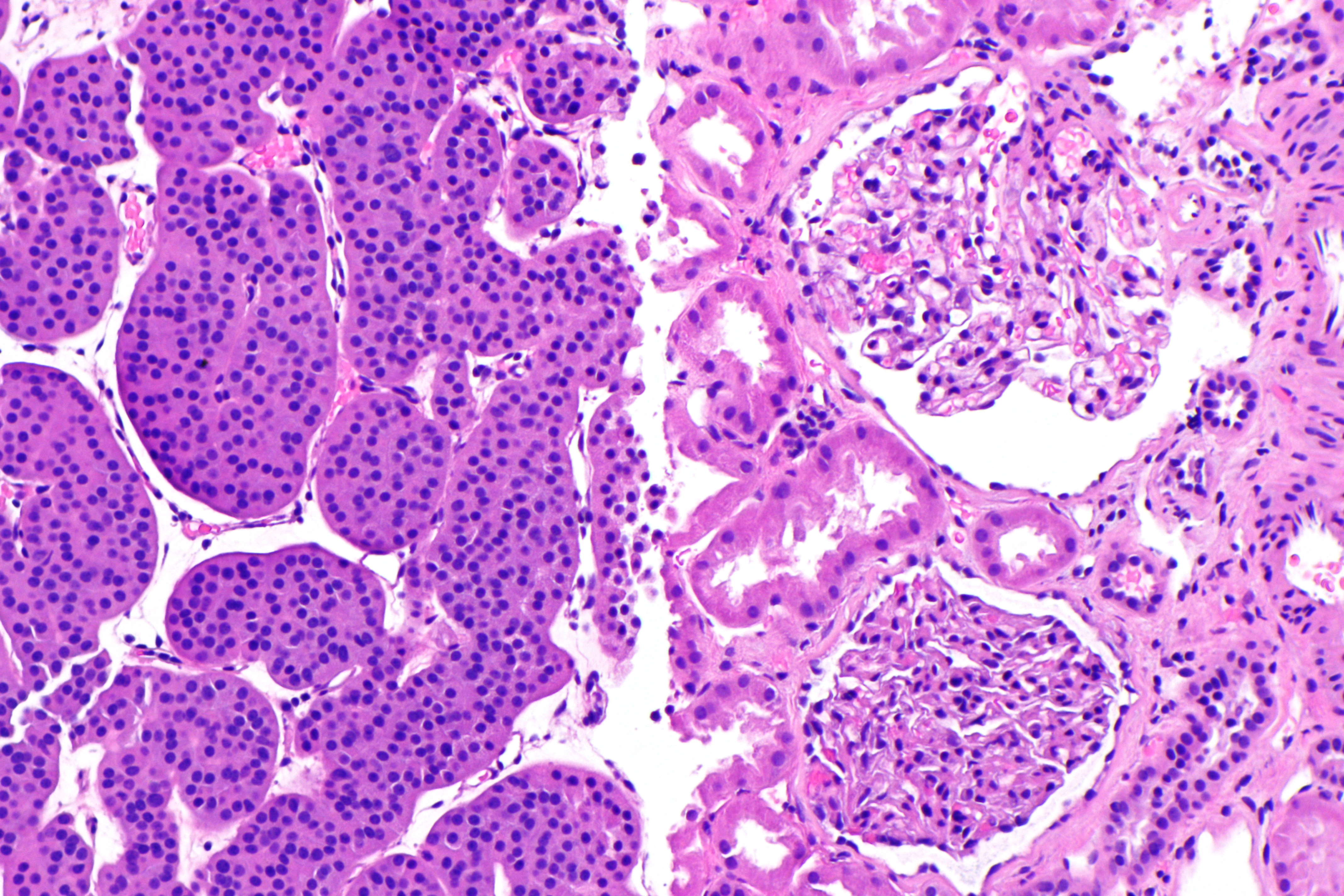
Onkocytoma nerki, obraz mikroskopowy

Jest to dobrze zróżnicowany nowotwór łagodny. Wywodzi się z kanalików nerkowych bliższych z komórek wstawkowych przewodów zbiorczych. Guz jest zbudowany z dużych komórek o obfitej i ziarnistej eozynochłonnej (kwasochłonnej) cytoplazmie, małych jądrach i licznych mitochondriach (tzw. onkocytów). Komórki układają się w formie tworów cewkowych lub pęcherzykowych.
Guz jest zwykle kulisty, jednoogniskowy i dobrze odgraniczony. W przekroju jest koloru mahoniowobrązowego, bez ognisk martwicy, wylewów krwawych i zwapnień. W części centralnej może być widoczne ognisko tkanki łącznej, tzw. blizna centralna. Zmiany są różnej wielkości, mogą osiągać od kilku centymetrów do kilkukilogramowych guzów, najczęściej rozpoznawany jest przy wielkości 6 cm.
W 6% występuje obustronnie, ale wieloogniskowo tylko w 1,4% przypadków. Możliwe jest współwystępowanie raka chromofobnego w przeciwnej nerce, jest to obserwowane u 7-30% chorych.

## Epidemiologia
Nowotwór stanowi około 3-7% nowotworów nerek. Występuje dwukrotnie częściej u mężczyzn, zwykle jest rozpoznawany w 6-7 dekadzie życia. Wyjątkowo rzadko jest rozpoznawany u dzieci i młodzieży.

## Objawy kliniczne
Przebieg w 80% przypadków jest zupełnie bezobjawowy. Jeśli występują objawy to najczęściej jest to krwiomocz, ból w okolicy lędźwiowej lub wyczuwalna masa w badaniu palpacyjnym.

## Diagnostyka

Onkocytoma prawej nerki

Rozpoznanie jest stawiane na podstawie badania histopatologicznego. Cechy radiologiczne nie pozwalają na wiarygodne odróżnienie onkocytomy od raka. W USG guz jest widoczny jako dobrze odgraniczona hypoechogeniczna lub izoechogeniczna struktura z marginesem kory nerki. W TK guz jest izodensyjny (65%) lub hipodensyjny (35%), wykazuje wzmocnienie kontrastowe. W części przypadków (około 10%) w TK jest widoczna charakterystyczna centralna blizna gwieździstego kształtu. Jednak blizna nie jest charakterystyczna dla onkocytomy nerki i może występować w raku chromofobnym i jasnokomórkowym nerki. Onkocytomę sugeruje również widoczny w TK układ naczyń o typie koła ze szprychami. Biopsja przezskórna ma niską swoistość, ponieważ onkocyty stwierdza się również w niektórych typach raka nerki, co w badaniu cytologicznym nie pozwala go w wystarczającym stopniu wykluczyć. Z tego powodu nowotwór jest często rozpoznawany pooperacyjnie po wykonanej radykalnej nefrektomii z powodu podejrzenia raka nerki.

## Leczenie
Ze względu na niemożliwość postawienia pewnego rozpoznania i ryzyko występowania raka nerki zwykle wykonywana jest częściowa lub radykalna nefrektomia. W niektórych potwierdzonych histopatologicznie przypadkach można rozważyć wyłuszczenie guza, częściową nefrektomię lub obserwację chorego.

## Klasyfikacja ICD10
| kod ICD10     | nazwa choroby                         |
| ------------- | ------------------------------------- |
| ICD-10: D30   | Nowotwór niezłośliwy układu moczowego |
| ICD-10: D30.0 | Nerka                                 |